# A Night at the Inn
A Night at the Inn è un cortometraggio muto del 1914 diretto da Richard Ridgely. Prodotto dalla Edison Company e sceneggiato da Janette L. Gilder, aveva come interpreti Herbert Prior, Mabel Trunnelle, Bigelow Cooper.

## Trama
Volendo recarsi alla fiesta nella grande città, Frank si preparò al viaggio ma senza aver fatto i conti con il suo mulo, un animale ostinato e cocciuto che si rifiutò di farsi montare. A un certo punto, il mulo finì per scappare, lasciando a piedi Frank che, stanco e affamato, si fece guidare da un contadino a una locanda. Lì, Carlo, il contadino che era anche il proprietario del locale, gli fece servire una cena calda e gli propose poi di giocare a carte. La locanda, in realtà, era un ritrovo abituale di malviventi e Carlo un padrone poco raccomandabile. Avendo visto la borsa ben piena di Frank, aveva progettato di impadronirsi del suo denaro con il gioco. Ma, rendendosi conto che Frank era un giocatore abile e smaliziato, era passato ben presto a un altro piano. Aveva incaricato sua sorella Maria di vuotare nel vino dello straniero una fiala per farlo dormire. La ragazza, però, non aveva portato a termine la cosa e Carlo pensò di ricorrere ad altro.

Quando arrivò l'ora di andare a letto, Carlo gli diede una stanza per passarvi la notte. Solo che, prima di addormentarsi, uno strano rumore svegliò completamente Frank che si rese conto che stava per essere schiacciato nel letto dove avrebbe dovuto dormire. Con un balzo, saltò giù proprio all'ultimo momento, salvandosi. Intanto Carlo era entrato nella camera, pronto a derubare la sua vittima. Questa, invece, ancora ben viva, reagì aggressivamente e i due uomini finirono per lottare furiosamente. La zuffa fu alla fine fermata dall'intervento dei poliziotti chiamati da Maria.

## Produzione
Il film - che venne girato a St. Augustine, in Florida - fu prodotto dalla Edison Company.

## Distribuzione
Distribuito dalla General Film Company, il film - un cortometraggio in una bobina - uscì nelle sale cinematografiche statunitensi il 13 gennaio 1914.